# Jaime Blanco
Jaime María Blanco García (Santander, Cantabria, 1 de mayo de 1944-ibidem, 24 de septiembre de 2020), conocido como Jaime Blanco, fue un político y médico español. 
Perteneció al Partido Socialista Obrero Español y fue el cuarto presidente de la comunidad autónoma de Cantabria, ocupando el cargo desde diciembre de 1990 hasta julio de 1991.

## Biografía

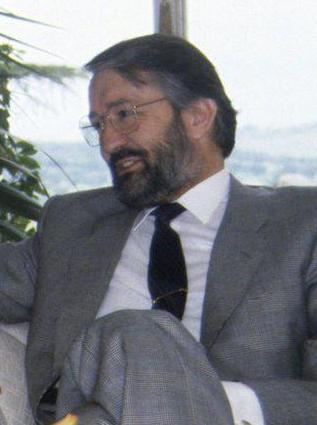
Blanco en 1991

Nació en Santander el 1 de mayo de 1944, siendo el pequeño de nueve hermanos. Se licenció en Medicina y Cirugía. Su carrera política se inició en Sevilla, durante su época universitaria. En 1975 ingresó en el PSC-PSOE con el carné número uno. Fue secretario general del PSC-PSOE y se mantuvo como número uno de la candidatura del PSC-PSOE en las elecciones en Cantabria hasta el año 1991.
En diciembre de 1990, tras una moción de censura contra el entonces presidente del Gobierno de Cantabria Juan Hormaechea, Jaime Blanco fue investido como presidente de Cantabria. La moción de censura fue avalada por Partido Popular, PSC-PSOE, Partido Regionalista de Cantabria y CDS. Esta moción consiguió apartar a Juan Hormaechea durante un año de la presidencia del gobierno de Cantabria. 
Jaime Blanco desempeñó presidencia de diciembre de 1990 a julio de 1991. En las elecciones autonómicas de 1991, el PSC-PSOE no consiguió gobernar a pesar de obtener la mayoría simple en los comicios, debido al pacto entre la Unión para el Progreso de Cantabria de Juan Hormaechea y el Partido Popular.
Jaime Blanco ha desempeñado numerosos cargos, entre ellos el de presidente de la Comisión de Defensa del Senado en la VIII legislatura; además: 
- Diputado en las Cortes Generales por Cantabria en: 
  - Durante la legislatura constituyente 1977-1979.
  - I legislatura durante el periodo 1979-1982.
  - II legislatura durante el periodo 1982-1986.
  - III legislatura durante el periodo 1986-1987.

- Senador designado por la comunidad autónoma de Cantabria en: 
  - III legislatura durante el periodo 1987-1989.

- Senador electo por Cantabria en: 
  - IV legislatura durante el periodo 1989-1993.
  - V legislatura durante el periodo 1993-1996.

- Diputado en las Cortes Generales por Cantabria en: 
  - VI legislatura durante el periodo 1996-2000.
  - VII legislatura durante el periodo 2000-2004.

- Diputado del Parlamento de Cantabria en: 
  - II legislatura durante el periodo 1987-1990.

## Vida personal
Estuvo casado con María Ángeles Ruiz-Tagle, médica y hermana de Ana María Ruiz-Tagle. Después de su separación de Ruiz-Tagle contrajo matrimonio con Rosa Inés García, exdiputada socialista en el Parlamento de Cantabria , exconcejala en el Ayuntamiento de Santander y exsecretaria general de la agrupación socialista en la ciudad. Tuvo dos hijos de sus respectivos matrimonios.
Falleció el 24 de septiembre de 2020 a causa de problemas derivados de una larga enfermedad.